# Szentbibor
Szentbibor (korábban Szent-Biborcz, szlovénül: Sebeborci,  vendül Sembiborci) falu Szlovéniában, Muravidéken, Pomurska régióban.  Közigazgatásilag Alsómaráchoz tartozik.

## Fekvése
Muraszombattól 7 km-re északkeletre a Szentbíbori-patak partján fekszik.

## Története
Területén már az ókorban is éltek emberek, ezt bizonyítják a határában található római kori halomsírok.
A település első írásos említése 1366-ban történt. 1365-ben Széchy Péter fia Miklós dalmát-horvát bán és testvére Domonkos erdélyi püspök kapták királyi adományul illetve cserében a Borsod vármegyei Éleskőért, Miskolcért és tartozékaikért Felsőlendvát és tartozékait, mint a magban szakadt Omodéfi János birtokát. A település a későbbi századokon át is birtokában maradt ennek családnak, mely birtokközpontjáról a felsőlendvai, felső-lindvai Bánfi, felső-lindvai Herczeg neveket is viselte. Az 1366-os beiktatás alkalmával részletesebben kerületenként is felsorolják az ide tartozó birtokokat, melyek között a falu "Scebeborch in districtu Sancti Martini" alakban szerepel.  A felsőlendvai uradalom szentmártoni kerületéhez tartozott. 1685-ben a Széchyek fiági kihalásával a Batthyányak birtoka lett.
Vályi András szerint "SZENT BIBORCZ. Tót falu Vas Várm. földes Ura Gróf Batthyáni Uraság, lakosai katolikusok, fekszik Martyáncznak szomszédságában, mellynek filiája; határbéli földgye középszerű."
Fényes Elek szerint "Szent-Biborcz, vindus falu, Vas vgyében, nem a mura-szombati, hanem a tót-moráczi uradalomhoz tartozik 130 hold majorsággal."
Vas vármegye monográfiája szerint " Szent-Bibor házainak száma 102, lélekszáma 557. Lakosai vendek, vallásuk r. kath. és ág. ev. Postája Mártonhely, távírója Muraszombat."
1910-ben 592, túlnyomórészt szlovén lakosa volt. A trianoni békeszerződésig Vas vármegye Muraszombati járásához tartozott, 1919-ben átmenetileg a de facto Mura Köztársaság része lett. Még ebben az évben a Szerb–Horvát–Szlovén Királysághoz csatolták, ami 1929-től Jugoszlávia nevet vette fel. 1941-ben átmeneti időre ismét Magyarországhoz tartozott, 1945 után visszakerült jugoszláv fennhatóság alá. 1991 óta a független Szlovénia része. 2002-ben 485 lakosa volt.

## Nevezetességei
- Haranglába a 20. század első harmadában épült neoromán stílusban.
- Római kori halomsírok.